# Michael Martínez
Michael Gabriel Martínez (Santo Domingo; 16 de septiembre de 1982) es un infielder/outfielder dominicano que juega en la Liga Atlántica de Béisbol con los High Point Rockers, anteriormente jugó en las Grandes Ligas de Béisbol para los Philadelphia Phillies, Pittsburgh Pirates, Cleveland Indians y  Boston Red Sox.

## Carrera profesional

### Washington Nationals
Martínez comenzó su carrera profesional en la organización de los Nacionales de Washington en 2006. Ese año, jugó para Vermont Lake Monsters, Savannah Sand Gnats y Potomac Nationals, bateando un total combinado de .265 con 11 bases robadas en 82 partidos. En 2007, jugó para Hagerstown Suns y donde bateó para .250 con 13 bases robadas en 116 juegos. Jugó para Potomac Senators y Harrisburg Senators en 2009, registrando un promedio de bateo de .259 con 10 bases robadas. En 2010, jugó para Harrisburg Senators y Syracuse Chiefs, bateando un total combinado de .272 con 11 jonrones y 23 bases robadas.
Fue seleccionado por los Filis desde los Nacionales en el año 2011 como una selección del Draft de Regla 5. Hizo el roster del Día inaugural de los Filis como jugador de reserva. Hizo su debut en Grandes Ligas el 3 de abril de 2011 contra los Astros de Houston. Registró su primer hit y su primera carrera impulsada en su primer partido. Bateó el primer jonrón de su carrera el 17 de julio de 2011 contra los Mets de Nueva York. Pasó la temporada actuando como jugador de cuadro y jardinero utilitario, registrando un promedio de bateo de .196 con 3 jonrones y 24 carreras impulsadas en 89 juegos. Debido a que permaneció en la lista del club durante toda la temporada regular, permaneció en la organización a partir de entonces según las regulaciones de la Regla 5.
Martínez abrió el año 2012 en la Lista de Discapacitados debido a una fractura en el pie sufrida durante los Entrenamientos de Primavera. Se unió a Lehigh Valley IronPigs, la filial Triple-A de los Filis, a principios de junio. Después de jugar solo un juego con Lehigh Valley, Martínez regresó a la lista de 25 hombres de los Filis luego de una lesión del segunda base Freddy Galvis. El 27 de junio, Martínez fue trasladado a Lehigh Valley para dejar espacio a Chase Utley. Martínez fue llamado nuevamente cuando Mike Fontenot fue designado para asignación.
Martínez comenzó 2013 en Triple-A, pero su contrato fue comprado el 24 de mayo porque Chase Utley fue colocado en la lista de lesionados de 15 días. Fue designado para asignación el 22 de junio y salió de la lista el 3 de octubre. Eligió la agencia libre el 8 de octubre. En 29 juegos para los Filis en 2013, bateó para (.175) con 3 carreras impulsadas.

### Pittsburgh Pirates
El 18 de diciembre de 2013, los Piratas de Pittsburgh firmaron a Martínez con un contrato de ligas menores. Su contrato fue seleccionado de los Indios de Indianapolis Triple-A el 12 de junio, y fue enviado de regreso a Indianápolis el 19 de agosto. Fue designado para asignación el 2 de septiembre de 2014, cuando el contrato de Chase d'Arnaud fue seleccionado y se agregó a la lista de 40 hombres. Martínez eligió agencia libre en octubre de 2014.

### Cleveland Indians
Martínez firmó un contrato de ligas menores con los Indios de Cleveland el 11 de febrero de 2015. El 9 de abril de 2015 fue asignado a los Columbus Clippers de Triple-A. Los Indios compraron su contrato con Columbus el 4 de septiembre de 2015 y lo agregaron a la lista de Grandes Ligas. El 2 de julio de 2016, Martínez fue designado para hacer espacio en la lista de 25 hombres para Shawn Morimando después de un juego de 19 entradas el día anterior que agotó a todo el bullpen. Bateó (.283) en 60 turnos al bate para los Indios.

### Boston Red Sox
El 8 de julio de 2016, Martínez fue canjeado a los Boston Red Sox a cambio de efectivo. Durante su tiempo con Boston, Martínez bateó (.167 / .286 / .167) sin jonrones y sin carreras impulsadas en 6 turnos al bate. Martínez apareció en 4 juegos y comenzó en un juego, jugando en el jardín derecho.

### Segunda etapa con los Indians
Después de ser designado para asignación por los Medias Rojas el 2 de agosto de 2016, Martínez fue reclamado por los Indios de waivers el 4 de agosto. Martínez bateó en el out final ante Kris Bryant en la derrota del Juego 7 de los Indios en la Serie Mundial de 2016 ante el Chicago Cubs, que fue su primer campeonato de Serie Mundial en 108 años. El 23 de noviembre de 2016, fue trasladado a Triple-A. Firmó un nuevo contrato de ligas menores con la organización de los Indios el 1 de diciembre.
Los Indios compraron el contrato de Martínez el 2 de abril de 2017, y lo agregaron a su lista del día inaugural de 2017. Martínez fue designado para asignación el 14 de mayo de 2017.

### Tampa Bay Rays
El 18 de mayo de 2017, los Tampa Bay Rays adquirieron a Martínez a cambio de contraprestaciones en efectivo. Fue designado para asignación el 19 de junio para crear espacio para Trevor Plouffe. Se convirtió en agente libre el 23 de junio de 2017.

### Tercer paso por los Indians
Martínez firmó un contrato de ligas menores con los Indios de Cleveland el 25 de junio de 2017. Eligió la agencia libre el 6 de noviembre de 2017 y firmó un contrato de ligas menores con los Indios el 2 de diciembre con una invitación a los entrenamientos de primavera en 2018. Fue elegido agencia libre el 3 de noviembre de 2018.

### Lancaster Barnstormers
El 11 de marzo de 2019, Martínez firmó con los Lancaster Barnstormers de la independiente Liga Atlántica de Béisbol Profesional. Se convirtió en agente libre después de la temporada 2020.

### High Point Rockers
El 9 de marzo de 2021, Martínez firmó con los High Point Rockers de la Liga Atlántica de Béisbol Profesional.